# Saint-Jean-de-la-Rivière
Saint-Jean-de-la-Rivière là một xã thuộc tỉnh Manche trong vùng Normandie tây bắc nước Pháp. Xã này nằm ở khu vực có độ cao trung bình 20 mét trên mực nước biển.